# 왕립예술학회 석학회원

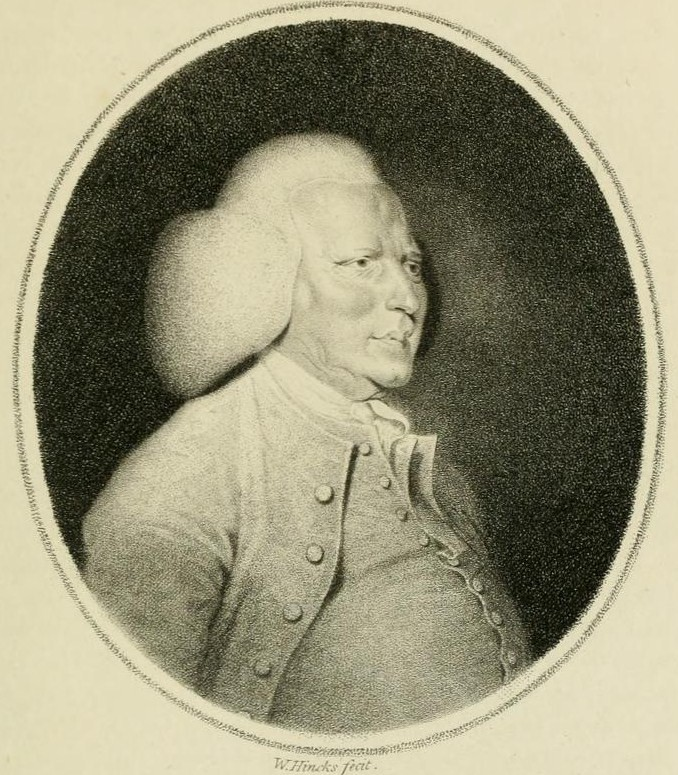
William Shipley, 1754년 협회 창립자

왕립예술학회 석학회원 명단. 왕립예술학회 석학회원은 이름 뒤에 공칭 후 FRSA를 사용할 수 있다.

## 친교
펠로우쉽은 추천 및 위원회의 공식 검토를 통해 이루어진다. 펠로십에 선정 된 모든 펠로우들은 예술, 제조 및 상업과 관련된 업적 및 잠재력을 입증되어야 한다. 왕립예술학회는 1754년 창립 이래 전세계 각계 각층의 다양한 분야에서 펠로우들을 배출 했다(2020년 기준 ). 대표적인 회원에는 찰스 디킨스, 아담 스미스, 벤자민 프랭클린, 칼 마르크스, 스티븐 호킹 등이 있다.
석학회원의 주요 행사는 18세기에 설립된 왕립예술학회 런던 본사에서 열리며 지역 회의 및 온라인 네트 워크를 통해서도 협력적인 국제 관계를 형성하고 있다.

## 석학회원

### ㄱ
• 김나나(씨앤피스포트 대표)

### ㄷ
- 주디 덴치
- 존 디펜베이커
- 밥 딜런
- 너지 데바
- 찰스 디킨스

### ㅁ
- 카를 마르크스

### ㅂ
- 팀 버너스리
- 마이클 베리 (물리학자)[5]
- 새프런 버로스

### ㅅ
• 심규하(한예종 교수)
- 스리니바사 라마누잔
- 애덤 스미스

### ㅇ
- 월터 아이작슨
- 알렉스 제임스 (음악가)
- 벤저민 웨스트

### ㅌ
- 대니얼 태멋

### ㅎ
- 데미스 허사비스
- 스티븐 호킹
- 임형주